# آلکسیناچکی رودنیک
آلکسیناچکی رودنیک (به صربی: Aleksinački Rudnik) یک روستا در صربستان است که در الکسیناتس واقع شده‌است. آلکسیناچکی رودنیک ۰٫۸۴ کیلومتر مربع مساحت و ۱٬۲۹۳ نفر جمعیت دارد و ۱۹۷ متر بالاتر از سطح دریا واقع شده‌است.